# Yosuke Komuta
Yosuke Komuta (小牟田 洋佑 Komuta Yosuke?, nacido el 18 de julio de 1992 en Tochigi) es un futbolista japonés que se desempeña como delantero.

## Trayectoria

### Clubes
| Club                | País  | Año        |
| ------------------- | ----- | ---------- |
| Thespakusatsu Gunma | Japón | 2015 -2017 |
| Fukushima United FC | Japón | 2017-2018  |
| Thespakusatsu Gunma | Japón | 2018-2019  |
| Fukushima United FC | Japón | 2019-2020  |
| aries Tokyo         | Japón | 2020-2024  |

## Estadística de carrera

### J. League
| Club                | Año   | J. League | J. League | Copa J. League | Copa J. League | Total | Total |
| Club                | Año   | Part.     | Goles     | Part.          | Goles          | Part. | Goles |
| ------------------- | ----- | --------- | --------- | -------------- | -------------- | ----- | ----- |
| Thespakusatsu Gunma | 2015  | 17        | 0         | -              | -              | 17    | 0     |
| Thespakusatsu Gunma | 2016  | 19        | 1         | -              | -              | 19    | 1     |
| Thespakusatsu Gunma | 2017  | 0         | 0         | -              | -              | 0     | 0     |
| Fukushima United FC | 2017  | 12        | 1         | -              | -              | 12    | 1     |
| Total               | Total | 48        | 2         | 0              | 0              | 48    | 2     |